# 인탑스
인탑스(INTOPS)는 전자부품 제조를 전문으로 하는 대한민국의 기업이다. 휴대폰 케이스, 안테나 등을 생산하며 주요 매출처는 삼성전자이다. 1980년 신영화학공업사로 설립되어, 1984년 상호를 신영공업(주)으로 변경, 1997년 인탑스로 상호를 변경했다. 현 사장은 김재경이다. 본사는 대한민국 안양에 있고, 구미에 생산 공장이 있다. 해외에는 중국, 베트남 등에 생산법인이 있다.

## 주요 제품

### 휴대폰용 케이스
휴대폰용 케이스는 외부 충격으로부터 내장부품을 보호하며 휴대폰의 디자인을 완성시켜주는 제품이다. 사출, 코팅 등의 기술력을 바탕으로 생산되며 주로 ABS 등 플라스틱을 재료로 한다.